# Galmudug
Galmudug, oficialmente conocido como Estado de Galmudug, es un estado de Somalia localizado en torno a la ciudad y distrito de Galcaio (región de Mudug), incluyendo la mitad norte de la región de Galguduud. Limita al norte con Puntlandia, al oeste con Etiopía y al sur y al este con el resto de Somalia. Actualmente se encuentra bajo control del Gobierno Transicional de Somalia (TFG). El nombre del estado es una combinación del nombre de las regiones de Galguduud y Mudug, y, al contrario de Somalilandia y Puntlandia, nunca declaró su plena independencia del gobierno de Mogadiscio.

## Historia
El estado de Galmudug fue creado el 14 de agosto de 2006 por los veteranos del clan Sacad en Gaalkacyo. Inicialmente circundaba los distritos de Gaalkacyo y Abudwaq, donde el excomandante militar Abdi Qebdiid pretendía reconstruir su base de operaciones tras haber sido expulsado de Mogadiscio por la Unión de Tribunales Islámicas (ICU).
- Abdi Qebdiid se convirtió en el líder de las fuerzas militares de Galmudug, la Fuerza de Defensa de Galmudug.
- Mohamed Warsame Ali 'Kiimiko' fue elegido presidente.

Como Gaalkacyo es la capital de la región de Mudug y Abudwaq era la última parte de Galguduud no controlada, en la época, por el ICU, el estado fue denominado Galmudug (Galguduud y Mudug). Este nombre fue probablemente escogido antes de la invasión de la mayor parte de Galguduub y Mudug por el ICU. La ciudad portuaria de Hobyo (Mudug) optó por unirse a Galmudug tras la expulsión de los militares piratas de su costa el 16 de agosto de 2006, aumentando el tamaño del estado.
Galmudug perdió los distritos de Hobyo y Abudwaq en noviembre de 2006 debido a la ofensiva del ICU contra Abdi Qeybdiid. Fuerzas etíopes y de Puntland se aliaron para impedir que el ICU capturase también el distrito de Gaalkacyo. 
El 25 de diciembre de 2006, en la Batalla de Bandiradley, la alianza militar formada por fuerzas de Etiopía, Puntland y Galmudug capturó las ciudades de Bandiradley (Mudug) y Adado (Galguduud) al ICU.